# بالا بالا سيسي (فلم)
بالا بالا سيسي (بالإنجليزية: Bala Bala Sese)، هُو فيلم أوغندي صدر سنة 2015 وأخرجه Lukyamuzi Bashir.

## وصلات خارجية
- بالا بالا سيسي على موقع IMDb (الإنجليزية)
- بالا بالا سيسي على موقع روتن توميتوز (الإنجليزية)
- بالا بالا سيسي على موقع قاعدة بيانات الأفلام العربية
- بالا بالا سيسي على موقع أول موفي (الإنجليزية)
- بالا بالا سيسي على موقع قاعدة بيانات الفيلم (الإنجليزية)
- بالا بالا سيسي على موقع ليتربوكسد (الإنجليزية)
- بالا بالا سيسي على موقع كينوبويسك (الروسية)